# 博尔尼 (摩泽尔省)
博尔尼（法語：Borny，法語發音：[bɔʁni]）是法国摩泽尔省的一个旧市镇。1961年，博尔尼与邻近的2个市镇并入梅斯，成为了梅斯的街区。

## 地理
博尔尼（49°6'43.23"N, 6°13'38.83"E）位于法国大東部大區摩泽尔省，该省份为法国东北部内陆省份，是洛林的一部分，西南接默尔特-摩泽尔省，东临下莱茵省，北与卢森堡和德国接壤。
博尔尼的时区为UTC+01:00、UTC+02:00（夏令时）。

## 行政
博尔尼的邮政编码为57070，INSEE市镇编码为57094。

## 人口
博尔尼于1954年时的人口数量为1998人。